# Herkus Monte

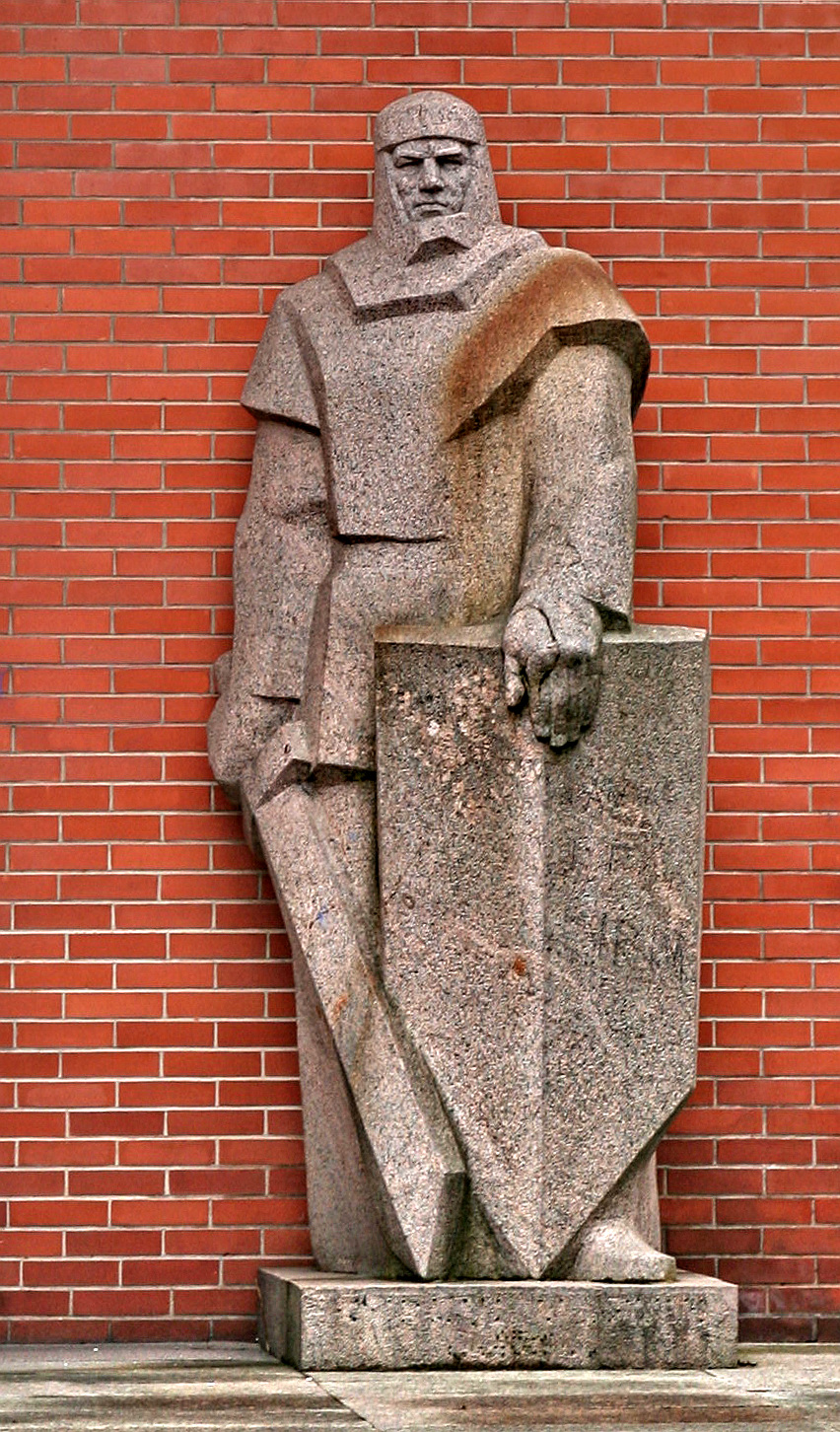
Denkmal für Herkus Monte in Klaipėda

Herkus Monte, auch Henricus Monte, Heinrich Monte, litauisch Herkus Mantas (* zwischen 1225 und 1230; † 1273), war Herzog der Natanger, eines prußischen Stammes. Der prußische Name lautete Erkus Mants. Der Vorname drückt den Wunsch aus, dass er ein Beschützer sein möge. Der Nachname Mants weist auf ein vermögendes Haus.

## Familie und Jugend
Laut Simon Grunau entstammte Herkus Monte dem Geschlecht der Monteminer (vermutlich mants minet: reiche Bedeutende). Andere Quellen behaupten, er sei Sohn des Natanger Stammesfürsten Tyrwaido (dritter Heeresführer) gewesen. Erkus war als Kind wie viele prußische Edelknaben von den Kreuzrittern nach Magdeburg gebracht worden, wo er den Taufnamen Henricus erhielt. Die Erziehung hatte den Zweck, dass er als einheimischer Edler zu Hause eher auf Akzeptanz stoßen würde, wenn es galt, die Interessen des Ordens zu vertreten. In Magdeburg studierte er auch an der dortigen Klosterschule. Nach Vermutungen des ostpreußischen Heimatforschers Walter Schlusnus wurde er vom Hohenstaufer Manfred, dem Sohn Kaiser Friedrichs II., zum Ritter geschlagen.

## Bedeutung
Erkus galt jedoch ebenso wie die Edlen Auctuno aus Pogesanien, Synko aus Pomesanien, Glappo aus Warmien, Dyvane Clekine „der Bär“ aus Barten und Richard Glande aus dem Samland in den Augen der eigenen Leute als verräterischer Überlaufer. Wegen nicht eingehaltener Versprechen des Ordens (besonders in Glaubensdingen) steigerte sich die Empörung der Prußen. 1250 endete ein Versuch, die Natanger zu unterwerfen, mit der Niederlage des Ordens. 1256 erhoben sich die Natanger erneut, ein Jahr später kam es zum ersten Aufstand im Samland. Bald brach in sechs Landschaften ein allgemeiner Aufstand aus. Dusburg und Grunau berichten, dass an der Spitze jene junge Prußen standen, die die Ritter auf deutschen Schulen ausgebildet hatten und die sich in der Kampfführung des Ordens bestens auskannten. Nachdem Barta, Natangen, Teile Warmiens, Pogesanien und Pomesanien von Prußen beherrscht wurden, wurde unter Hercus Monte mit Hilfe von Belagerungsmaschinen die letzten Burgen genommen, zuerst Kreuzburg, dann Bartenstein.
Erkus war Anführer des 1260 ausgebrochenen Prußenaufstandes gegen den Deutschen Orden. Während sich die Prußen im jahrelangen Kampf erschöpft hatten, rekrutierte der Orden ständig neue Ritter, die meist nur ein Jahr, selten zwei, unter Waffen standen. Nach den Schlachten bei Braunsberg und Brandenburg (1272), in denen er sich der Übermacht des Kreuzritterheeres unter Dietrich II. von Meißen stellte und beide Male geschlagen wurde, versteckte sich Erkus mit einer Handvoll Getreuen in den Wäldern, wo er vom Komtur von Christburg, der mit einem Gefolge auf der Jagd war, zufällig gefunden, festgenommen und kurzerhand getötet wurde.

## Belletristik
Herkus Monte ist Teil des historischen Romans von Claudius Crönert: Die Herren der Schwerter. Ullstein Taschenbuch, 2011, ISBN 978-3-548-28310-4.
Das friedliche Sterben des Herkus Monte inmitten seines Volkes bildet den Mittelpunkt der Novelle Die Fahrt der sieben Ordensbrüder von Agnes Miegel aus dem Jahr 1933.
Max Worgitzki schrieb während des Ersten Weltkriegs ein Theaterstück Hercus Monte, das 1917 in Allenstein aufgeführt wurde. In der Haussage des Magdeburger Hauses Zum Himmelreich wird die Person des Herkus Monte ebenfalls thematisiert.

## Literarische Bearbeitungen
- „Henry Monte and the Prussian Rising of 1260“
- Геркус Мантас / Gerkus Mantas (Spielfilm, UdSSR 1973) (Memento vom 21. April 2016 im Internet Archive)